# Deloitte
Deloitte Touche Tohmatsu Limited или Deloitte («Делойт») — международная аудиторская и консалтинговая корпорация, которая владеет сетью компаний по всему миру. Входит в «большую четвёрку» аудиторских компаний.
Работает в сфере аудита, бухгалтерского учёта, международного налогообложения, трансфертного ценообразования, финансового консультирования, юридических услуг и риск-менеджмента. Генеральный директор — Джо Укузоглу.

## История
Первый офис Deloitte был открыт Уильямом Уэлшем Делойтом в 1845 году в Лондоне. В 1890 году в Нью-Йорке был открыт первый зарубежный офис. В 1972 году Deloitte объединилась с Haskins & Sells, образовав Deloitte Haskins & Sells.
Вторая основная составляющая корпорации была основана также в Лондоне в 1899 году Джорджем Тушем под названием George A. Touche & Co. В 1900 году Туш в партнёрстве с Джоном Нивеном создал филиал в Нью-Йорке. После ряда поглощений в 1960 году фирма стала называться Touche, Ross, Bailey & Smart, а с 1969 года — Touche Ross. В 1975 году была поглощена японская фирма Tohmatsu Awoki & Co., основанная в 1968 году в Токио Нобудзо Томацу.
В 1980-х годах сложилась «большая восьмёрка» аудиторских фирм; помимо аудита они оказывали широкий спектр консультационных услуг. В то же время аудиторские фирмы в 1980-х годах нередко оказывались замешанными в скандалах, в частности, аудиторы Deloitte ставили свою подпись под грубо сфальсифицированной отчётностью сберегательных банков в США, а аудиторы Touche использовали конфиденциальную информацию о клиентах для личного обогащения. В 1989 году произошло слияние Deloitte и Touche, объединённую фирму Deloitte & Touche возглавил Майкл Кук из Deloitte. С 1993 года международная группа называется Deloitte Touche Tohmatsu. Выручка всей группы за 1991/92 финансовый год составила 4,8 млрд долларов, из них 2 млрд долларов пришлось на американскую фирму Deloitte & Touche L.L.P.
В начале 1990-х годов Deloitte начала расширять деятельность в странах Азии, также фирма стала одним из основных консультантов правительства России в проведении приватизации. В 1995 году было создано консультационное подраздение Deloitte Consulting. К 1997 году выручка выросла до 7,4 млрд долларов, а число сотрудников — до 65 тыс.. В 2002 году в результате скандала с банкротством Enron распалась аудиторская группа Arthur Andersen, составлявшие её фирмы в Великобритании и некоторых других странах вошли в состав Deloitte Touche Tohmatsu. В 2005 году присутствие в Китае было расширено покупкой фирмы Beijing Pan-China CPA. В 2009 году обанкротилась консультационная фирма BearingPoint, часть её отделений была куплена Deloitte; благодаря этой покупке Deloitte стала крупным подрядчиком федеральных служб США. В 2012 году в Уэстлейке (Техас, США) был открыт университет Deloitte.
Следующим крупным приобретением в январе 2013 года стала Monitor Group, фирма по стратегическому консалтингу. В 2015 году было создано подразделение консультаций в сфере цифровой трансформации Deloitte Digital. В 2016 году оно было расширено покупкой креативного агентства Heat, а в 2019 году — приобретением компании Keytree. В марте 2022 года Deloitte приобрела компанию Etain, специализирующуюся на данных и цифровой трансформации, расположенную в Северной Ирландии.
В июне 2022 года газета The Wall Street Journal сообщила, что компания может решить разделиться на две новые компании — бухгалтерскую и консультационную. Wall Street Journal сообщила об этом потенциальном изменении через несколько недель после того, как стало известно, что Ernst & Young рассматривает возможность аналогичного разделения.
В ноябре 2023 года Deloitte заключила контракт с Henchmann, поставщиком программного обеспечения для составления договоров и ведения переговоров, которое сканирует и извлекает ключевые данные из юридических документов.

## Структура
Длительное время «Делойт» имела форму швейцарского объединения, организации, созданной по законам Швейцарии, не требующей регистрации и создания юридического лица. Однако 31 июля 2010 года в Англии была зарегистрирована новая частная компания Deloitte Touche Tohmatsu Ltd., ставшая головной структурой группы.
Группа Deloitte Touche Tohmatsu состоит из большого количества независимых фирм, которые подчиняются законодательству тех государств, в которых они зарегистрированы и осуществляют деятельность. Головная компания Deloitte Touche Tohmatsu Ltd. не оказывает никаких услуг клиентам, а лишь координирует работу фирм, составляющих группу.

### Руководство
- Анна Маркс (англ. Anna Marks) — председатель совета директоров с июня 2023 года[17].
- Джо Укузоглу (англ. Joe Ucuzoglu) — генеральный директор с 2023 года; до него этот пост занимал Пунит Ренжен.

## Деятельность

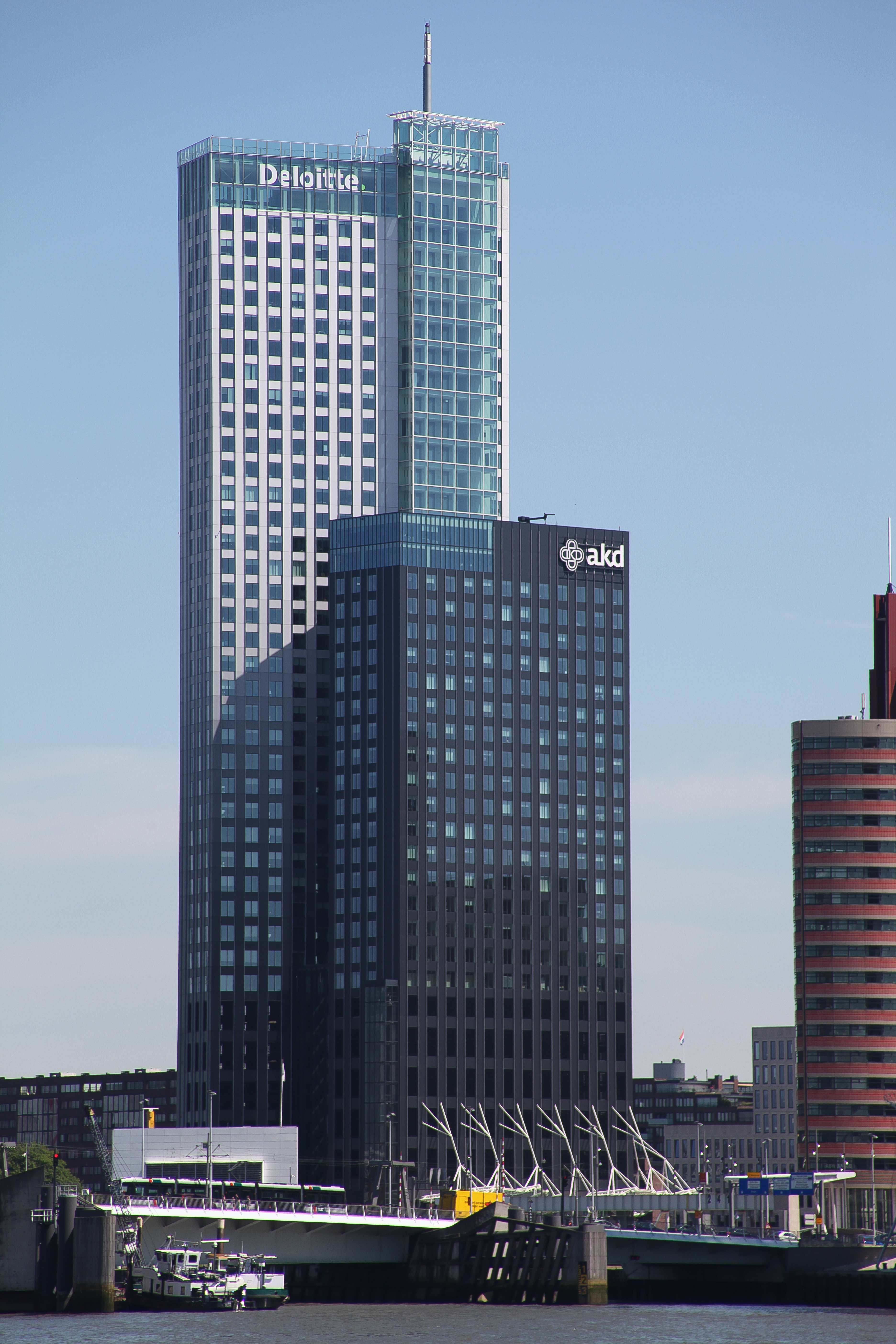
Офис в Роттердаме (Нидерланды)

Компания предоставляет услуги в области аудита, налогообложения и права, консалтинга, финансового консультирования и управления рисками государственным и частным компаниям, работающим в различных отраслях экономики.
Подразделения компании по состоянию на 2023/24 финансовый год:
- Audit & Assurance — независимый аудит финансовой отчётности и отчётов о корпоративной социальной ответственности; более 180 тыс. проверок в год;
- Consulting — управленческий консалтинг публичным и частным организациям;
- Financial Advisory — финансовые консультации более чем 20 тыс. клиентам, включая такие вопросы, как стратегия роста, борьба с экономическими преступлениями, экономический и социальный анализ;
- Risk Advisory — консультации по вопросам финансовых рисков;
- Tax & Legal — консультации по вопросам оптимизации налогообложения и правовой базы.

Выручка за 2023/24 финансовый год составила 67,2 млрд долларов, из них на Америку пришлось 36,4 млрд долларов, на Европу, Ближний Восток и Африку — 21,5 млрд долларов, на Азиатско-Тихоокеанский регион — 9,5 млрд долларов. По размеру выручки Deloitte существенно опережала конкурентов из «большой четвёрки», в первую очередь, за счёт доли на американском рынке. Наибольшую долю в выручке имели консультационные услуги (30,2 млрд долларов), далее следовали аудиторские услуги (20,9 млрд долларов), налоговые консультации (11,3 млрд долларов) и другие услуги (5 млрд долларов).
В 2019 году журнал Fortune в двадцатый раз включил Deloitte в рейтинг 100 лучших работодателей мира.

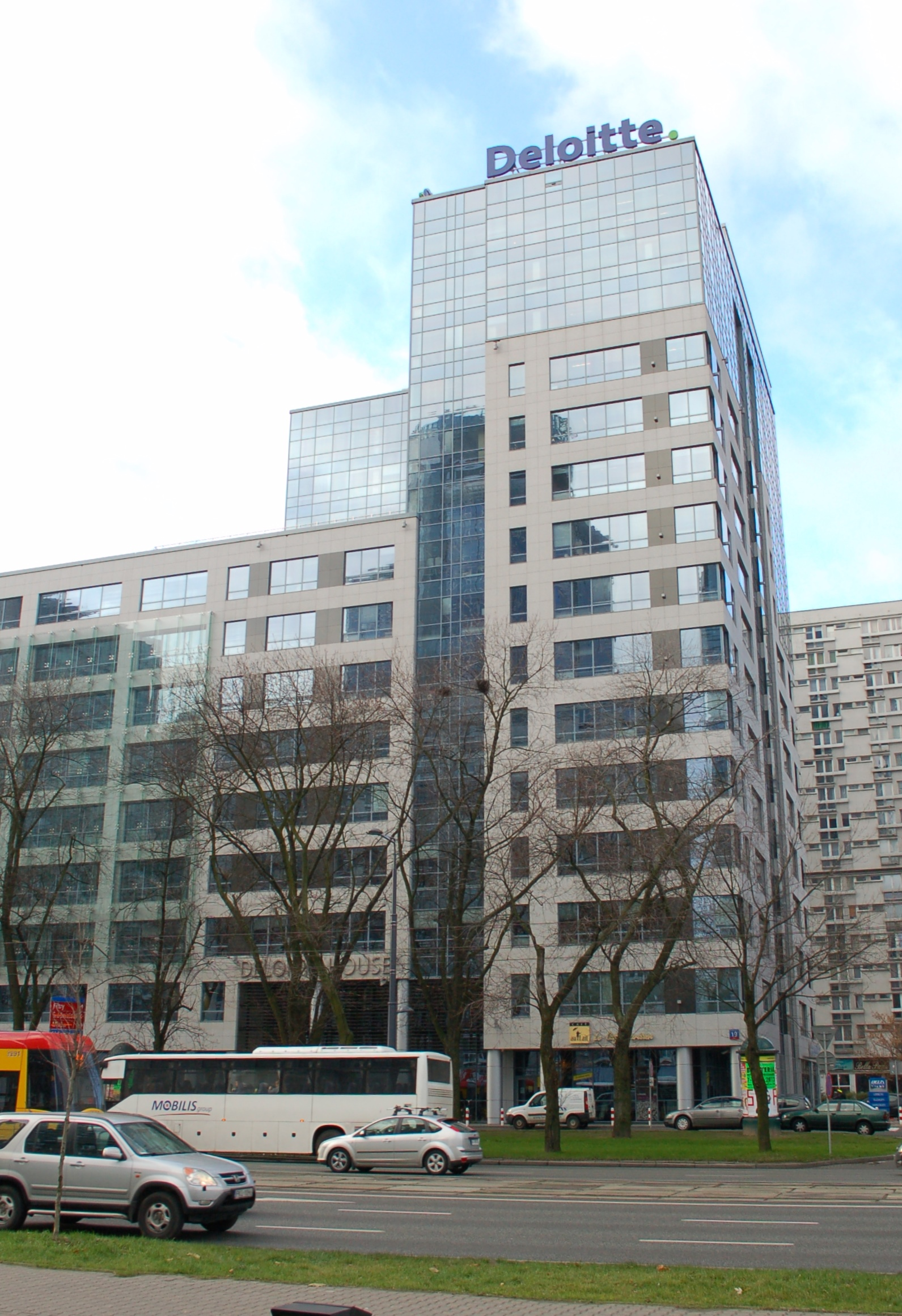
Офис в Варшаве (Польша)
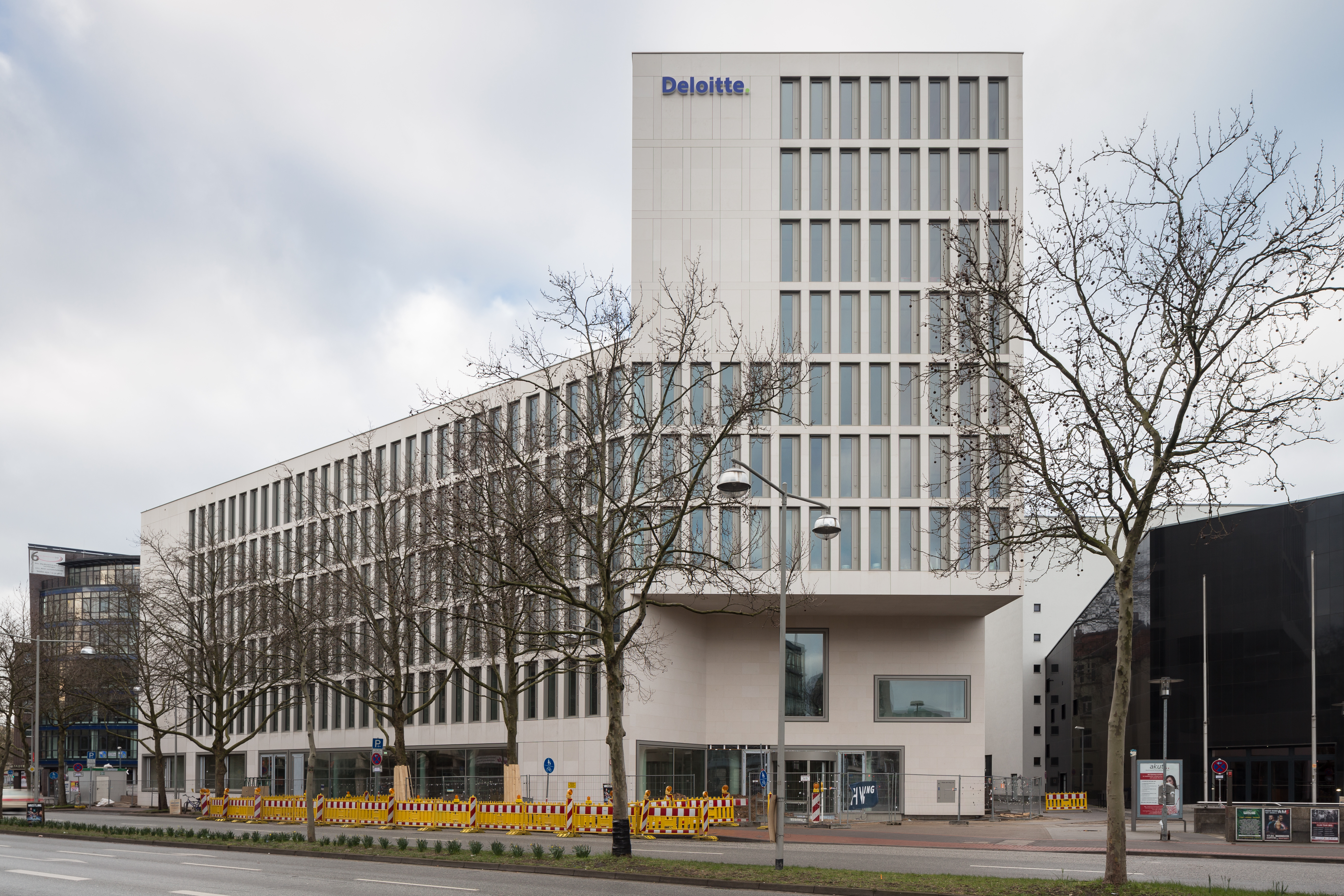
Офис в Ганновере (Германия)
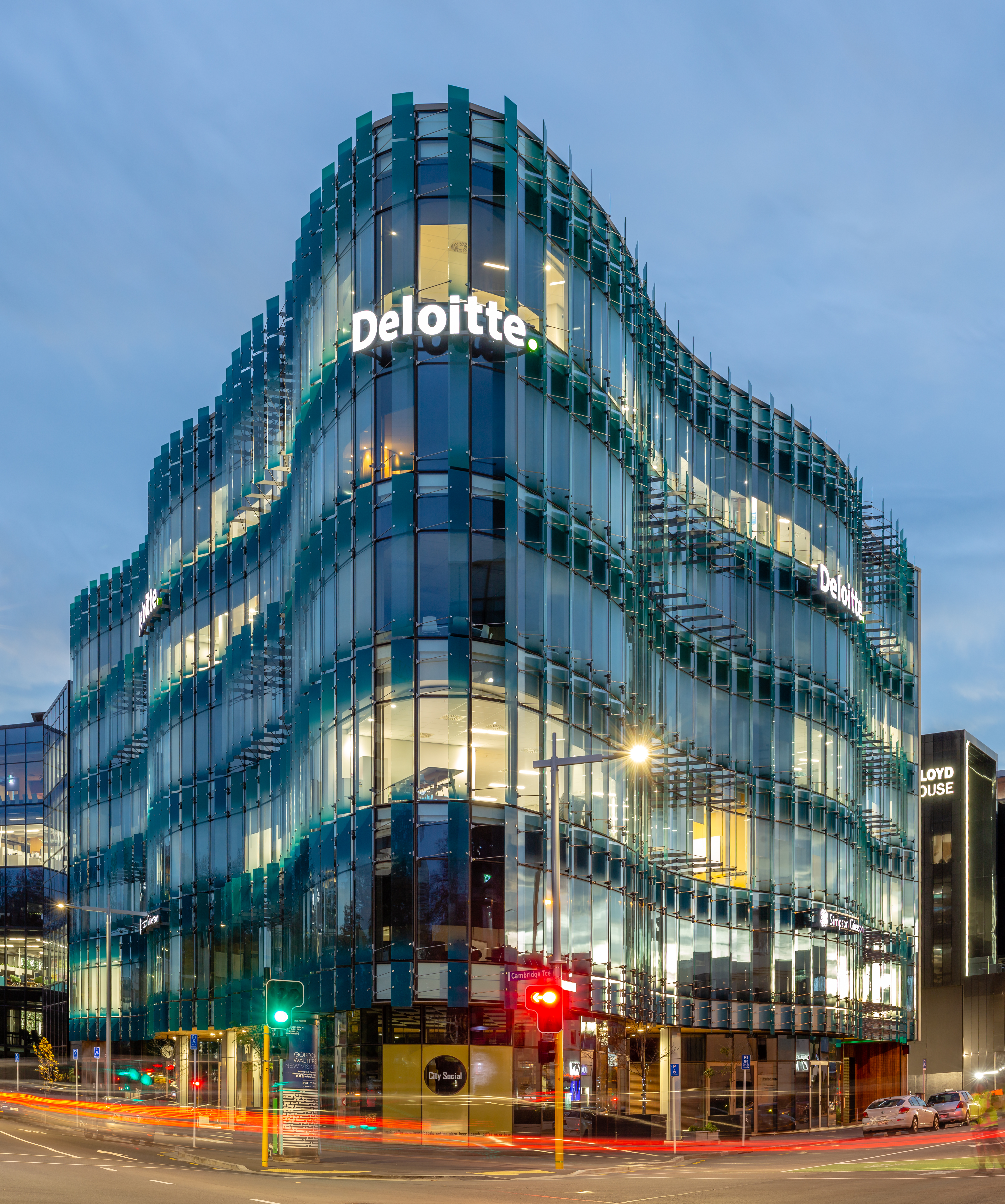
Офис в Крайстчерче (Новая Зеландия)
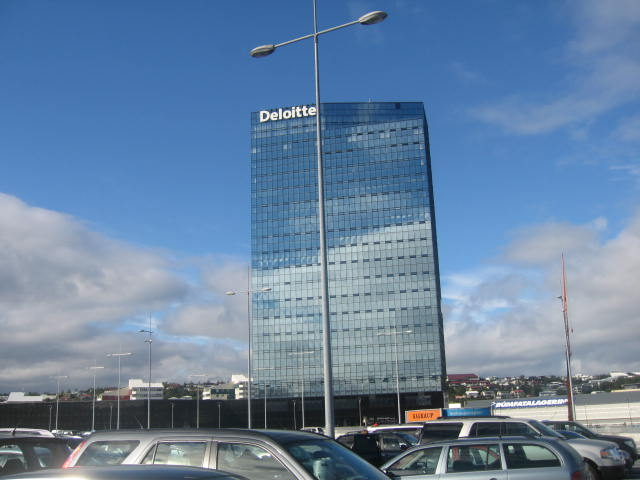
Офис в Рейкьявике (Исландия)
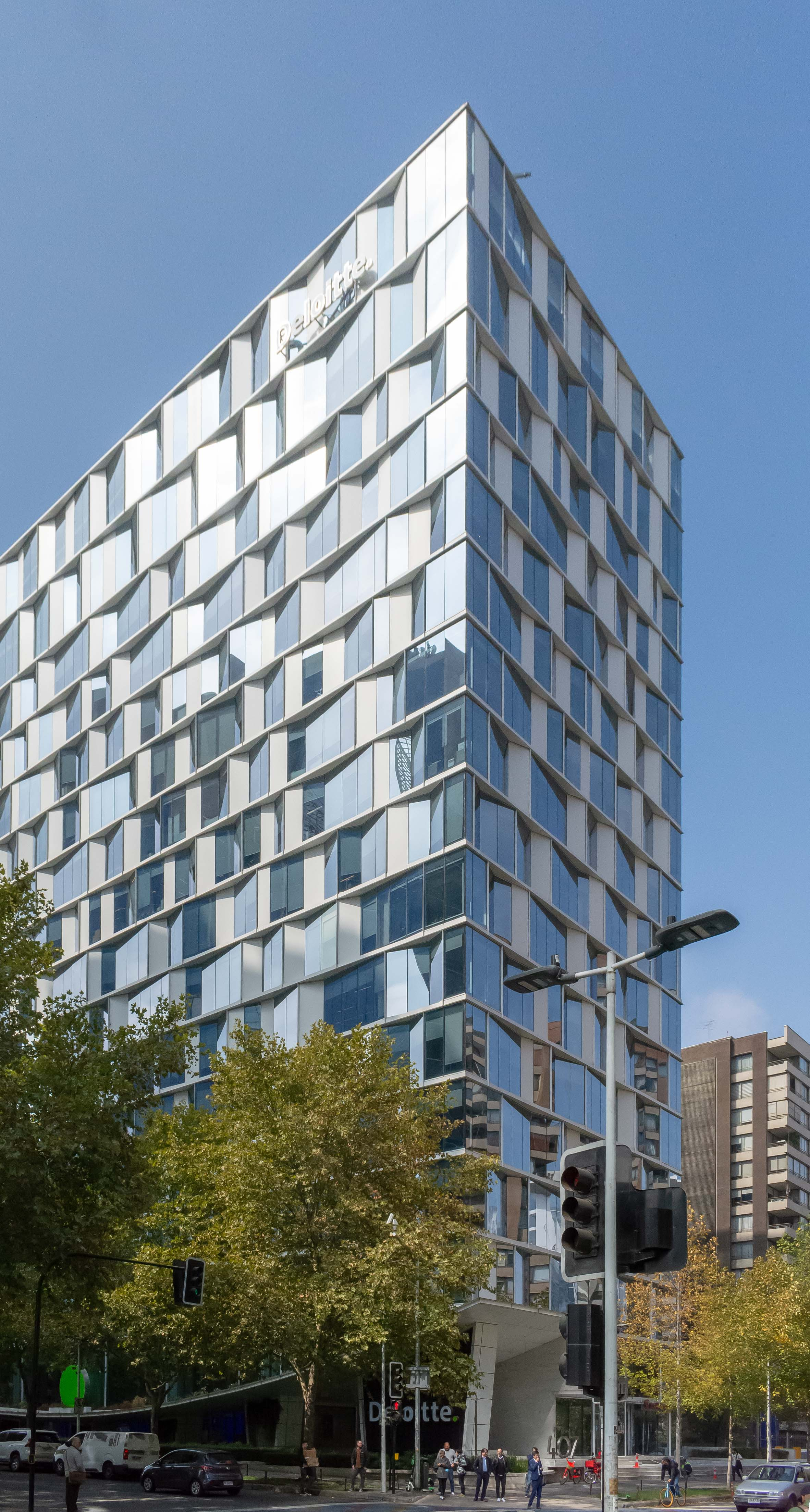
Офис в Сантьяго (Чили)

### Финансовые показатели
| Показатель                   | 2024 | 2023 | 2022 | 2021  | 2020  | 2019 | 2018 | 2017  | 2016  | 2015 | 2014  | 2013 | 2012 | 2011 | 2010 | 2009 | 2008 | 2007 | 2006 |
| ---------------------------- | ---- | ---- | ---- | ----- | ----- | ---- | ---- | ----- | ----- | ---- | ----- | ---- | ---- | ---- | ---- | ---- | ---- | ---- | ---- |
| Выручка, млрд $              | 67,2 | 64,9 | 59,3 | 50,2  | 47,6  | 46,2 | 43,2 | 38,8  | 36,8  | 35,2 | 34,2  | 32,4 | 31,3 | 28,8 | 26,6 | 26,1 | 27,4 | 23,1 | 20,1 |
| Количество сотрудников, тыс. | 460  | 457  | 415  | 345,4 | 334,8 | 312  | 286  | 263,9 | 244,4 | 225  | 210,4 | 200  | 193  | 182  | 170  | 169  | 165  | 150  | 135  |

### «Делойт» в России
Deloitte в России являлся частью фирмы «Делойт СНГ» и имел представительства Москве, Санкт-Петербурге, Уфе, Екатеринбурге, Новосибирске и Южно-Сахалинске до 7 марта 2022 года, когда было объявлено, что российская практика исключена из международной сети Deloitte в связи с вторжением России на Украину. Российская практика продолжила свою работу в качестве несвязанной с Deloitte компании «Деловые Решения и Технологии», которую возглавил Игорь Токарев, бывший управляющий партнёр департамента аудиторских услуг «Делойт СНГ».

## Критика

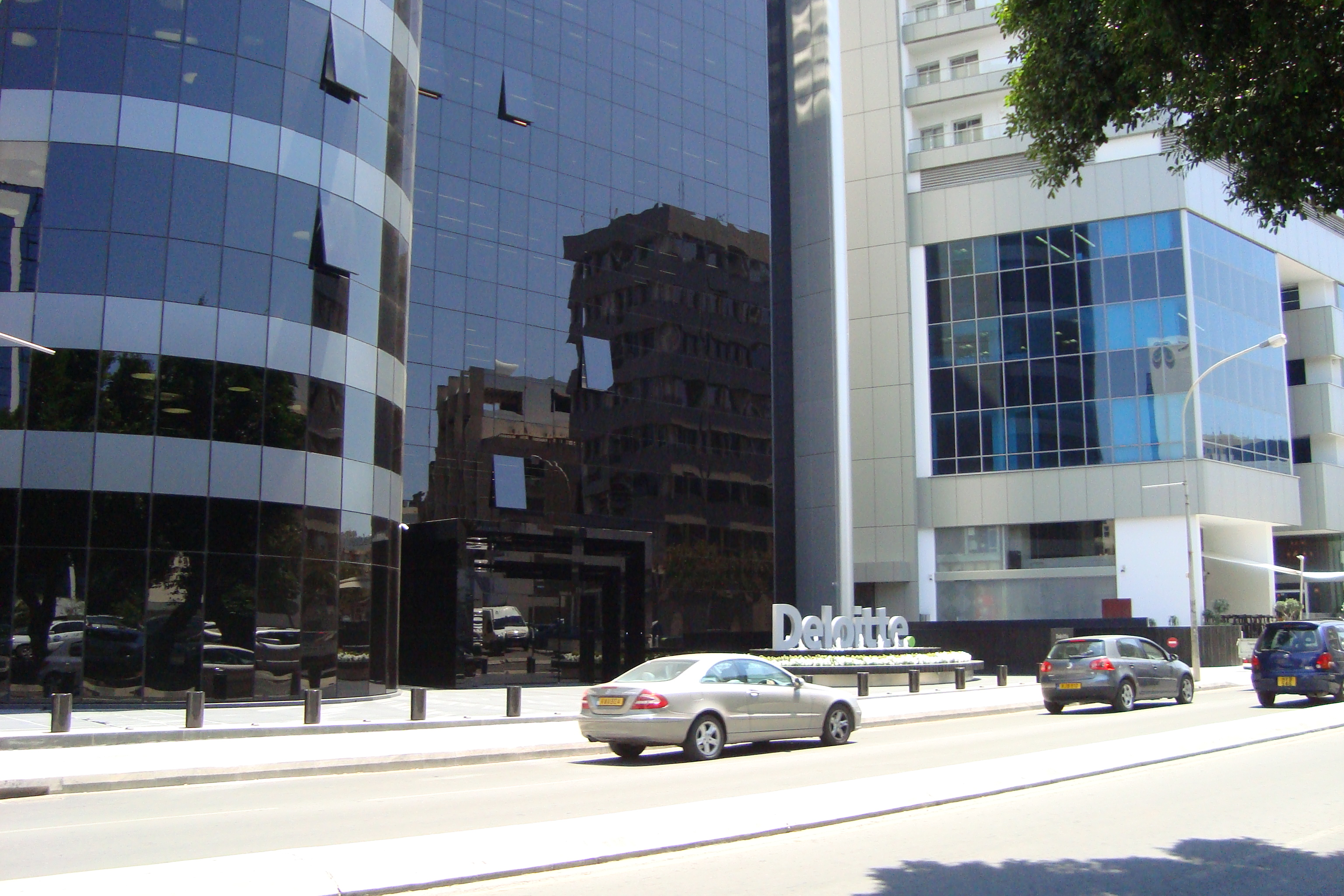
Офис Deloitte на Кипре

Фирмы, входящие в группу Deloitte, неоднократно штрафовались финансовыми регуляторами за то, что при аудите не выявляли грубых нарушений составления отчётности. Среди крупных дел были: Adelphia Communications Corporation (2005 год, штраф $50 млн), Philip Services Corp (2007 год, штраф $50,5 млн), Standard Chartered (2013 год, штраф $10 млн), Livent (2014 год, штраф $84,8 млн), Carillion (обанкротилась в 2018 году), Bondfield Construction (обанкротилась в 2019 году), Serco (2019 год, штраф £4,5 млн), Johnston Press (2020 год, штраф £362,5 тыс.), Autonomy (2020 год, штраф £15 млн), Steinhoff International (2021 год, штраф €70 млн), 1MDB (2021 год, штраф $80 млн), Mitie (2022 год, штраф £2 млн), China Huarong (2023 год, штраф $31 млн).